# قطعنامه ۳۷۷ شورای امنیت
قطعنامه  ۳۷۷ شورای امنیت سازمان ملل متحد که در تاریخ ۲۲ اکتبر ۱۹۷۵ تصویب شد، سندی بین‌المللی دربارهٔ صحرای غربی است. این قطعنامه طی نشست ۱٬۸۵۰ام    تصویب شد.